# Capitalisme racial

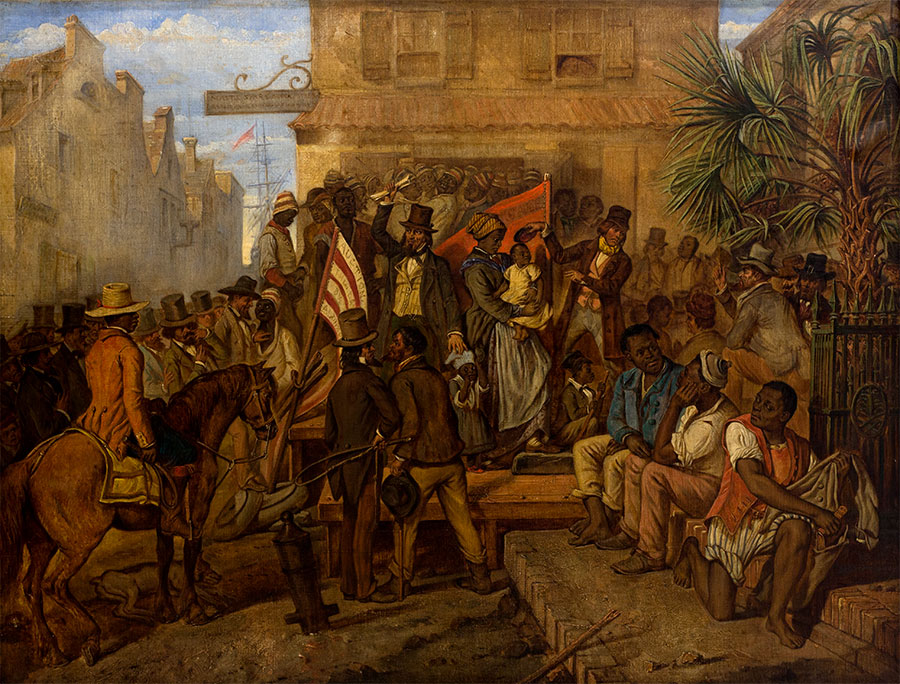
Pintura d'Eyre Crowe, Una venda d'esclaus a Carolina del Sud, 1854

El capitalisme racial és un concepte encunyat per Cedric J. Robinson al seu llibre Black Marxism: The Making of the Black Radical Tradition, publicat el 1983. Descriu el procés d'extracció de valor social i econòmic d'una persona d'una identitat racial diferent; tanmateix, una persona de qualsevol raça pot participar en el capitalisme racial, com ho podria fer una institució dominada per un col·lectiu en particular. Robinson, en contrast tant amb els seus predecessors com amb els seus successors, va teoritzar que tot el capitalisme era inherentment capitalisme racial, i el racisme està present en totes les capes de l'estratificació socioeconòmica del capitalisme. De fet, afirma que el capital "només es pot acumular produint i movent-se a través de relacions de gran desigualtat entre grups humans". Per tant, perquè el capitalisme sobrevisqui, ha d'explotar i aprofitar la "diferenciació desigual del valor humà".
Abans d'encunyar el concepte per Robinson, altres investigadors com William Edwwad Burghart Du Bois, C.L.R. James i Eric Williams van demostrar que el capitalisme industrial es va construir sobre una base de colonialisme i esclavitud. A més, altres sociòlegs com Du Bois, St. Claire Drake, Horace Cayton i Oliver Cromwell Cox van establir una base per a la investigació acadèmica sobre la intersecció del racisme i el capitalisme.
En la literatura acadèmica moderna, el capitalisme racial s'ha discutit en el context de les desigualtats socials, que van des de qüestions de justícia ambiental, passant per l'apartheid sud-africà i el conflicte israelià-palestí, a les disparitats en les taxes de contracció de la pandèmia de COVID-19.